# 誕生/Maybe
「誕生／Maybe」（たんじょう／メイビー）は、1992年3月4日に発売された中島みゆきの27作目のシングルで、中島みゆきの音楽作品としては初の両A面シングルとなった。

## 解説

### 誕生
- 映画『奇跡の山 さよなら、名犬平治』の主題歌[1]で、名もなき者たちへの無条件の慈愛に満ちた賛歌である。2004年6月30日にTBS系列で放送された水曜プレミア特別企画『つぐない』の主題歌としても使用された[2]。
- アルバム『EAST ASIA』、ベストアルバム『大吟醸』・『ここにいるよ』にも収録されている。
- 中学校と高校の教科書に採用された。採用された教科書は以下の通り。
  - 「高校生の現代文」（角川書店・1999年度）
  - 「中学国語(1年)伝え合う言葉」（教育出版・2005年度）

### Maybe
- 1990年上演の『夜会 Vol.2』の中で披露され、1991年に発表されたアルバム『歌でしか言えない』からのシングルカット曲で、鈴木保奈美が出演したパナソニック『ブレンビー』のCMソングに使用された。
- 1995年に発表されたアルバム『10 WINGS』にも、リメイクバージョンが収録されている。

2022年11月28日にこのシングルは、ヤマハミュージックコミュニケーションズによりデジタル・ダウンロード配信された。

## 収録曲

### 8cmCD
| 全作詞・作曲: 中島みゆき、全編曲: 瀬尾一三。 |                  |            |            |      |
| #                                            | タイトル         | 作詞       | 作曲・編曲 | 時間 |
| 1.                                           | 「誕生」         | 中島みゆき | 中島みゆき | 6:53 |
| 2.                                           | 「Maybe」        | 中島みゆき | 中島みゆき | 6:23 |
| 3.                                           | 「誕生」(TV MIX) | 中島みゆき | 中島みゆき | 6:52 |
| 合計時間:                                    | 合計時間:        | 20:08      |            |      |

### CT
| 全作詞・作曲: 中島みゆき、全編曲: 瀬尾一三。 |           |            |            |      |
| #                                            | タイトル  | 作詞       | 作曲・編曲 | 時間 |
| 1.                                           | 「誕生」  | 中島みゆき | 中島みゆき | 6:53 |
| 2.                                           | 「Maybe」 | 中島みゆき | 中島みゆき | 6:23 |
| 合計時間:                                    | 合計時間: | 13:16      |            |      |

| 全作曲: 中島みゆき、全編曲: 瀬尾一三。 |                                 |       |            |      |
| #                                      | タイトル                        | 作詞  | 作曲・編曲 | 時間 |
| 1.                                     | 「誕生」(オリジナル・カラオケ)  |       | 中島みゆき | 6:53 |
| 2.                                     | 「Maybe」(オリジナル・カラオケ) |       | 中島みゆき | 6:23 |
| 合計時間:                              | 合計時間:                       | 13:16 |            |      |

## メディアでの使用
| # | 曲名      | タイアップ                                    | 出典  |
| - | --------- | --------------------------------------------- | ----- |
| 1 | 「誕生」  | 東宝映画『奇跡の山 さよなら、名犬平治』主題歌 | [ 1 ] |
| 1 | 「誕生」  | TBS系水曜プレミア 特別企画『つぐない』主題歌  | [ 2 ] |
| 2 | 「Maybe」 | Panasonic『ブレンビー』CMソング               |       |

## 収録作品

### アルバム
| 曲名  | 収録アルバム                                      | 発売日         | 備考                               |
| ----- | ------------------------------------------------- | -------------- | ---------------------------------- |
| 誕生  | 『EAST ASIA』                                     | 1992年10月7日  | 20thアルバム                       |
| 誕生  | 『Singles II』                                    | 1994年4月21日  | ベストアルバム                     |
| 誕生  | 『大吟醸』                                        | 1996年3月21日  | ベストアルバム                     |
| 誕生  | 『歌旅 -中島みゆきコンサートツアー2007-』         | 2008年6月11日  | ライブアルバム                     |
| 誕生  | 『ここにいるよ』                                  | 2020年12月2日  | ベストアルバム                     |
| 誕生  | 『中島みゆき 2020ラスト・ツアー「結果オーライ」』 | 2022年2月2日   | ライブアルバム                     |
| Maybe | 『歌でしか言えない』                              | 1991年10月23日 | 19thアルバム                       |
| Maybe | 『中島みゆき BEST SELECTION II』                  | 1992年4月1日   | ベストアルバム                     |
| Maybe | 『Singles II』                                    | 1994年4月21日  | ベストアルバム                     |
| Maybe | 『10 WINGS』                                      | 1995年10月20日 | 23rdアルバム（リメイクバージョン） |

### 映像作品
| 曲名  | 収録映像作品                                      | 発売日         | 備考                               |
| ----- | ------------------------------------------------- | -------------- | ---------------------------------- |
| 誕生  | 『夜会VOL.6 シャングリラ』                        | 1995年11月1日  | ライブDVD                          |
| 誕生  | 『歌旅 -中島みゆきコンサートツアー2007-』         | 2008年6月11日  | ライブDVD/BD                       |
| 誕生  | 『中島みゆき 2020ラスト・ツアー「結果オーライ」』 | 2022年2月2日   | ライブアルバム（初回盤限定DVD/BD） |
| Maybe | 『夜会1990』                                      | 1991年11月7日  | ライブDVD                          |
| Maybe | 『夜会工場VOL.2』                                 | 2018年12月19日 | ライブDVD/BD（中村中の歌唱）       |

夜会・夜会工場作品については、夜会を参照。

## カバー
| 曲名 | アーティスト | 収録作品                            | 発売日         | 備考 |
| ---- | ------------ | ----------------------------------- | -------------- | ---- |
| 誕生 | YOKO         | 「闘りゃんせ」                      | 2008年4月23日  |      |
| 誕生 | まきちゃんぐ | 『Single Collection 2008-2011』     | 2012年6月20日  |      |
| 誕生 | 川上大輔     | 「逢いたいよ AGAIN」(初回盤B)       | 2014年10月22日 |      |
| 誕生 | 木山裕策     | 『F 守りたい君へ』                  | 2016年3月2日   |      |
| 誕生 | 島津亜矢     | 『SINGER 5』                        | 2018年10月17日 |      |
| 誕生 | 宇野ゆう子   | 「誕生/倦怠」                       | 不明           |      |
| 誕生 | 工藤静香     | 『青い炎』                          | 2021年3月10日  |      |
| 誕生 | 三浦祐太朗   | 『90's Drip - J-POP COVER ALBUM -』 | 2022年3月9日   |      |